# Eunoé (reine de Maurétanie)
Eunoé Maura (en berbère : ⴰⵡⵙⵏⵓⴼⴰ - Ausnufa) était une reine berbère de Maurétanie et épouse du roi Bogud. 
Aussi connue sous le nom d'Euryes, Euries ou Eunoa,.

## Biographie

### Jeunesse
Eunoé descendait vraisemblablement de riches et éminents maures, d'après l'historien Suétone elle est mentionnée dans le même contexte que la reine Cléopâtre. 
Bien que son nom était d'origine grecque , signifiant "La bienveillante", elle était d'origine maure et son véritable prénom était "Ausnufa".

### Mariage
Elle rencontra pour la première fois le roi Bogud  lors d'un banquet réunissant les officiers du roi et l'amghar des Zegrenses . Elle fit forte impression sur le roi qui finit par l'épouser.
À une date précoce non précisée de son mariage avec son mari Bogud, ce dernier aurait monté une grande expédition le long de la côte atlantique, s'aventurant apparemment dans les tropiques. À son retour, il a présenté et offert à sa femme Eunoé de rares et gigantesques roseaux et asperges qu'il avait trouvé durant son voyage.
C'est notamment lors des évènements d'Espagne, où le roi Bogud avait  soutenu militairement son allié César, que ce dernier fit la connaissance d'Eunoé. Elle aurait remplacé Cléopâtre VII dans les affections de Jules César, quand celui-ci est arrivé en Afrique du Nord avant la bataille de Thapsus le 6 avril 46 av. J.-C. les deux figuraient parmi les reines courtisées par César qui furent plusieurs. Eunoé et Bogud ont profité des cadeaux que Jules César leur a accordés après qu'il fut parti d'Afrique en juin 46 av. J.-C., cinq mois et demi après son débarquement :  
" César eut aussi pour maîtresses des reines, entre autres celle de Maurétanie, Eunoé femme de Bogud et, d'après ce que dit Nason, il lui fit, à elle et à son mari, une foule de dons princiers. "  
(Suétone, Divus Iulius, LII)

## Dans la littérature et les arts
L'affaire d'Eunoé et César est néanmoins grandement exagérée et développée dans l'œuvre de prose française médiévale Faits des Romains. Jeanette Beer dans son livre: A Medieval Caesar déclare que César est "transformé en chevalier médiéval", l'auteur s'intéresse plus à la domination sexuelle de César sur la reine qu'à la domination politique qu'il détenait sur son mari Bogud. Elle est dépeinte dans le texte comme une femme de grande beauté; "Eunoé était la plus magnifique femme des quatre royaumes - néanmoins, elle était maure".
Eunoé a également été représentée dans plusieurs romans sur César, ainsi que dans des articles en série dans The Cornhill Magazine. Dans une telle fiction, son personnage sert souvent de repoussoir à la relation entre César et une autre femme, principalement Cléopâtre, comme dans Les Mémoires de Cléopâtre, The Bloodied Toga, et When We Were Gods. Dans Song of the Nile, elle joue également un rôle posthume en tant que personnage d'intérêt pour la fille de Cléopâtre, Cléopâtre Séléné II, qui est devenue la reine de Maurétanie après elle.
Eunoé a également été représentée dans un dessin numismatique de l'artiste et polymathe italien Jacopo Strada, qui a vécu au XVIe siècle. Il n'y a cependant toujours aucune preuve archéologique d'une pièce portant son nom ou sa représentation.